# Participación chechena en la invasión rusa de Ucrania

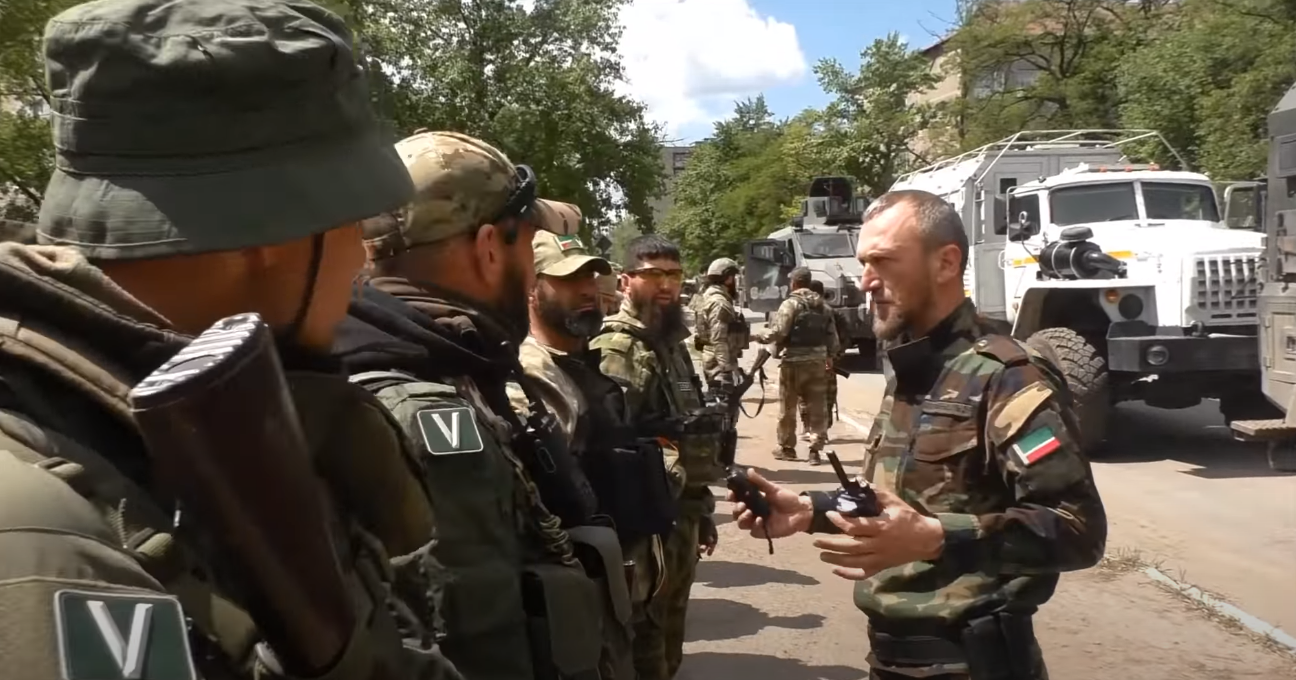
Fuerzas chechenas junto a las Fuerzas del ejército ruso y las milicias separatistas en el Dombás, 30 de junio de 2022.

La participación del pueblo checheno en la invasión rusa de Ucrania de 2022 es variada y que se encuentran en Ucrania con diferentes grupos e intereses. La República de Chechenia perteneciente a Rusia y gobernada por Ramzán Kadírov apoya las acciones de Moscú e incluso mandó personal militar especializado. Por otro lado los batallones Dzhojar Dudáyev y Mansur Ushurma han luchado junto a los defensores ucranianos como exiliados de la desaparecida República Chechena de Ichkeria, mientras que los internacionales tienen una serie de comparaciones entre la invasión y las dos guerras chechenas.

## Fuerzas kadyrovitas

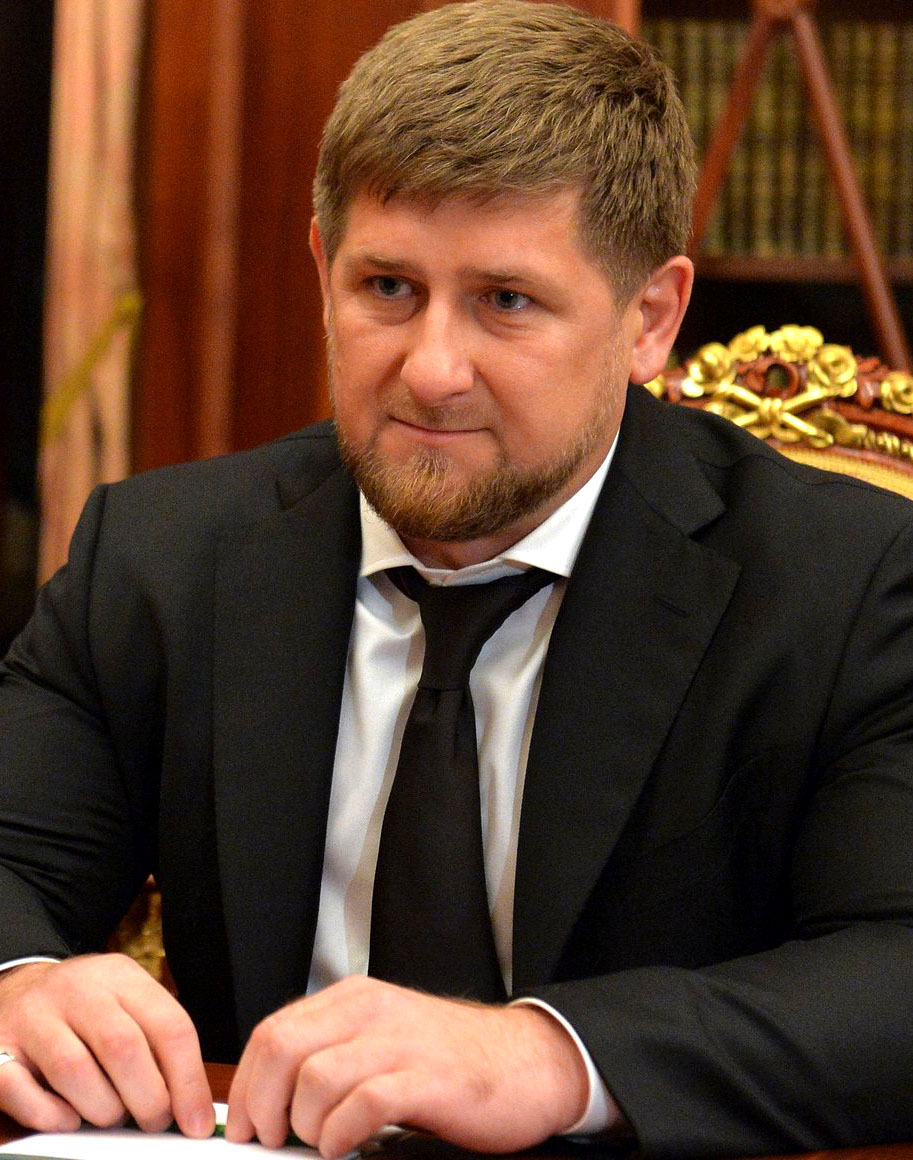
Ramzan Kadírov, líder de los kadirovitas pro-rusos que luchan contra Ucrania durante la invasión rusa del país en 2022.

El 26 de febrero, Ramzán Kadírov, jefe de la República de Chechenia, anunció que se habían desplegado fuerzas militares chechenas en Ucrania y dijo que Vladímir Putin "tomó la decisión correcta y cumpliremos sus órdenes bajo cualquier circunstancia". El mismo día, el medio de comunicación estatal ruso RT publicó un vídeo de lo que describió como 12 000 soldados chechenos reunidos en la plaza principal de Grozni, la capital chechena, preparándose para ir a la guerra de Ucrania.
El 27 de febrero, el ejército ucraniano anunció que había destruido un gran convoy de fuerzas especiales chechenas reunidas cerca de Hostómel, una ciudad en la región noroccidental del Óblast de Kiev. Poco después, el ejército ucraniano afirmó que el general Magomed Tushayev, líder del 141.er Regimiento Motorizado de la Guardia Kadírov, había muerto en acción en Ucrania.
El 28 de febrero, Kadírov publicó una publicación en Telegram que decía que "las tácticas elegidas en Ucrania son demasiado lentas", y pedía a las fuerzas rusas que tomaran medidas más agresivas. El 1 de marzo, Kadírov publicó otra publicación en Telegram diciendo que dos soldados chechenos habían muerto y seis heridos y que la invasión necesitaba "pasar a medidas a gran escala".
El 3 de marzo, Times informó que se había enviado un grupo de soldados chechenos para infiltrarse en Kiev con el objetivo de asesinar al presidente ucraniano Volodímir Zelenski, pero que el grupo había sido neutralizado luego de filtraciones de elementos antibélicos del Servicio Federal de Seguridad ruso.
El 14 de marzo, Kadírov publicó un vídeo de sí mismo en las redes sociales afirmando que estaba en Hostómel como parte de la ofensiva rusa en Kiev. No hubo verificación independiente de su reclamo. El periódico en línea Ukrayinska Pravda afirmó que el 16 de marzo engañaron a Kadírov para que accediera a un enlace bajo la apariencia del medio de comunicación ruso RIA Novosti para obtener la dirección IP de Kadírov, que reveló que la ubicación geográfica del teléfono de Kadírov era Grozni, Chechenia, en lugar de Ucrania. Dmitri Peskov, secretario de prensa de Putin, declaró más tarde que Kadírov "no afirmó directamente que estaba en Ucrania".
El 5 de abril, Kadírov publicó un vídeo en Telegram que muestra a un grupo de militantes aparentemente cautivos. Afirmó que 267 soldados del Batallón 503 de la Armada de Ucrania se rindieron a Rusia. El ex SEAL de la Marina de los Estados Unidos, Chuck Pfarrer, creía que la afirmación era irregular, y explicó que los cautivos parecían estar casi ilesos y vestían atuendos que no coincidían con el uniforme oficial de los marines ucranianos.
Está previsto que reemplazen a los mercenarios del grupo Wagner tras la toma de Bajmut.

## Fuerzas pro-ucranianas
Varios chechenos en oposición a Kadírov y a su régimen en Chechenia se han ofrecido como voluntarios para luchar junto a las fuerzas ucranianas, como con el batallón Dzhojar Dudáyev o el batallón Sheikh Mansur que ya peleaban para Kiev desde la guerra del Dombás de 2014, más allá de la oposición a Kadírov, estos batallones estaban formados por veteranos de la primera y segunda guerra chechena, y que habían luchado en dicho conflicto por la autoproclamada República Chechena de Ichkeria que fue suprimida a la fuerza por Putin.

## Reacciones
El 28 de febrero, la Guardia Nacional de Ucrania publicó un vídeo que mostraba a miembros del Batallón Azov engrasando balas con grasa de cerdo, y el orador del vídeo decía: "Queridos hermanos musulmanes. En nuestro país, no irán al cielo. No se te permitirá entrar al cielo. Vete a casa, por favor".
Varios analistas han declarado que la presencia de las fuerzas kadirovitas en Ucrania se centra más en crear un efecto psicológico que en participar en los combates. Escribiendo para Foreign Policy, Justin Ling declaró que los medios rusos estaban "aprovechando la presencia misma de soldados chechenos en Ucrania como un arma psicológica contra los ucranianos", mientras que el profesor de la Universidad de Ottawa, Jean-François Ratelle, dijo que se trataba "de hacer creer a la gente que lo que sucedió en Chechenia sucederá en Ucrania: arrasarán la ciudad, saquearán, violarán y matarán". Aleksandre Kvakhadze, de la Fundación Georgiana para Estudios Estratégicos e Internacionales, ha declarado que "las imágenes y los metadatos muestran que la mayoría de las fuerzas chechenas están al menos a 20 km de la línea del frente, lo único que hacen es grabar vídeos para motivar a la gente dentro de Chechenia y promover la imagen guerrera de Kadírov y sus fuerzas”.

### Comparaciones con el conflicto ruso-checheno
Varios comentaristas han hecho comparaciones entre la invasión rusa de Ucrania y las guerras chechenas de la década de 1990, en particular la batalla de Grozni. El director del grupo de derechos humanos ruso Memorial, Aleksandr Cherkasov, declaró que "Putin comenzó de la misma manera en Chechenia que en Ucrania y continúa a medida que avanzamos a una nueva etapa del conflicto. También comenzó con una guerra que originalmente se denominó 'operación antiterrorista'. ' y no se describió como un conflicto armado". Tracey German del King's College de Londres escribió que:

Putin parece haber anticipado una repetición de la toma decisiva de Crimea por parte de Rusia en 2014 o su invasión de Georgia en 2008, pero lo que hemos visto es más similar a su intervención en Chechenia en diciembre de 1994 cuando las fuerzas armadas rusas inicialmente no pudieron convertir sus superioridad militar (ciertamente en términos de números) en éxito militar y estratégico, y miles de tropas rusas demostraron ser incapaces de asegurar la república del Cáucaso del Norte... Aquí hay ecos de la intervención rusa en Chechenia a fines de diciembre de 1994, cuando los líderes rusos planearon una ofensiva blindada masiva contra la capital chechena, Grozni, con la intención de realizar un ataque decisivo con apoyo aéreo, confiando en la velocidad para tomar el liderazgo checheno por sorprender y asegurar que Rusia llevara la iniciativa. Pero las fuerzas chechenas habían estado preparadas durante mucho tiempo para un ataque contra la ciudad y el ataque fue un rotundo fracaso.

El periodista escocés Neal Ascherson escribió que "el plan de Putin parece tener dos etapas. Primero, la victoria militar, lograda principalmente aislando la resistencia en unas pocas ciudades y luego bombardeándolas hasta convertirlas en cáscaras ennegrecidas, como hicieron los rusos con Grozni en Chechenia".